# Semenenkove, Vilneansk
Semenenkove (în ucraineană Семененкове) este localitatea de reședință a comunei Kirova din raionul Vilneansk, regiunea Zaporijjea, Ucraina.

## Demografie
Componența lingvistică a localității Semenenkove
     Ucraineană (88,82%)
     Rusă (10,09%)
     Alte limbi (0,66%)
Conform recensământului din 2001, majoritatea populației localității Semenenkove era vorbitoare de ucraineană (88,82%), existând în minoritate și vorbitori de rusă (10,09%).